# Johanna Sinisalo
Johanna Sinisalo, född 22 juni 1958 i Sodankylä, är en finländsk science fiction- och fantasyförfattare. Hon har tilldelats Atoroxpriset för bästa finländska science fiction- eller fantasynovell sju gånger, fler än någon annan författare. Hennes debutroman Bara sedan solen sjunkit (Ennen päivänlaskua ei voi) belönades med såväl Finlandia- som Tiptreepriset.
Översatta till svenska finns Bara sedan solen sjunkit samt novellen "Den flygande holländaren" ("Lentävä hollantilainen").